# قطبیت‌درمانی
قطبیت‌درمانی یکی از انواع پزشکی جایگزین است که در دههٔ ۱۹۴۰ توسط دکتر رندولف استون توسعه یافت. طرفداران این سبک درمانی معتقدند که با دستکاری نیروهایی مکمل (یا قطبی) می‌توانند افراد را شفا دهند. کارایی قطبیت‌درمانی تابه‌حال توسط هیچ روش استاندارد پزشکی تأیید نشده‌است.